# Yves Lavoquer
Yves Lavoquer (3 octobre 1911, Rennes - 5 mai 1981, Saint-Brieuc) est un enseignant, journaliste et résistant français, emblématique de la résistance à l'occupation dans les Côtes-d'Armor.  

## Biographie

### Professeur de lettres
Membre de la SFIO et franc-maçon, il est professeur de lettres à Laval. Il est en août 1942, chef d'un camp de jeunesse, effectuant des fouilles sur le Site archéologique de Jublains dans la Mayenne. Il reçoit à ce titre la visite de Georges Lamirand, délégué à la Jeunesse du gouvernement de Vichy. Refusant de faire un discours, il fait chanter néanmoins à ses élèves Maréchal, nous voilà !.

### Résistance
Il est muté d'office au lycée de Saint-Brieuc, pour ses opinions politiques. Désigné par Henri Ribière et Georges Zaparoff, il organise à partir de juillet 1943, le mouvement Libération-Nord dans le département des Côtes-d'Armor. S'estimant trop jeune pour le commandement du mouvement, il sollicite Adolphe Vallée, qui refuse, mais accepte d'être l’adjoint de François Tanguy-Prigent.
Il est chargé par l’État-Major national de l'Armée secrète au milieu de 1943 de mettre sur pied les premiers groupes clandestins dans les Côtes-d'Armor. En novembre 1943, il récupère des plans du terrain d’aviation de Ploufragan. Il accompagne en novembre 1943 le général Louis-Alexandre Audibert pour prendre des contacts avec la résistance en Mayenne.

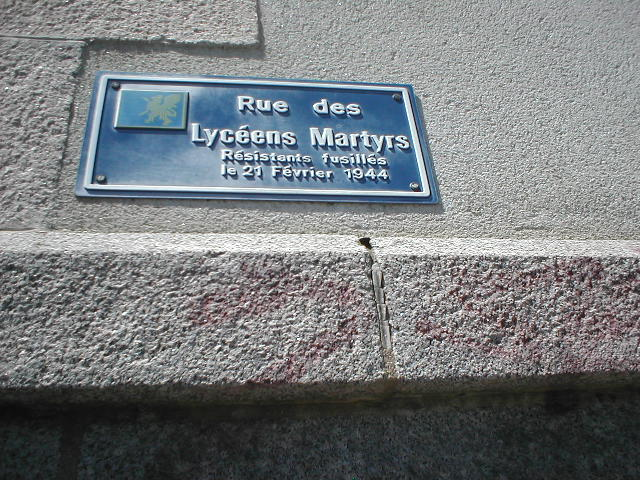
Plaque de la rue des Lycéens-Martyrs à Saint-Brieuc : elle oublie ceux qui n'ont pas été fusillés le 21 février 1944, mais qui sont morts en déportation.

Yves Lavoquer est en contact avec les résistants du lycée Anatole-Le-Braz, et les dissuadent de s'attaquer à la prison afin de délivrer deux des leurs. Le 11 novembre 1943, la quasi-totalité des lycéens font grève pendant un heure et se rendent au monument aux morts où Lavoquer les passe en revue. 
Plusieurs de ses résistants sont déportés à la suite de la rafle au Lycée de Saint-Brieuc le 10 décembre 1943; où Lavoquer s'échappe en sautant par la fenêtre de sa classe. Vallée prend alors le commandement jusqu'à son arrestation. Branchoux remplace Vallée.
Lavoquer doit se cacher plusieurs mois, et continue son activité clandestine en Loire-Atlantique, où il devient chef. Il devient secrétaire fédéral clandestin de la SFIO. Il revient dans les Côtes-d'Armor et siège au sein du Comité de Libération (CDL) clandestin dès le début. À la Libération, il est chargé de suivre l’épuration politique et administrative. Il est mis en cause lors du Congrès National des CDL des 15 et 16 décembre 1944 par les délégués de la Mayenne pour différents faits, dont sa participation à un camp de jeunesse du gouvernement de Vichy à Jublains.

### Libération
Il devient à la Libération un des dirigeants de la fédération SFIO des Côtes du Nord. 
Il est désigné par le CDL membre de la Commission Départementale de Vérification des Arrestations (CVA), qui examine des centaines de dossiers de personnes internées pour leur attitude durant la période d'occupation. Il est chargé en février 1945 du rapatriement des corps des lycéens de Le Braz fusillés.

### Journalisme
Il démissionne de la CVA au début du mois de mars 1945 car il déménage à Rennes. Il siège à Rennes au Comité régional de la presse. Il devient directeur de publication du journal  «  La République Sociale »  menée par une coalition radicalo-socialiste. Ce journal connait dès le début des difficultés. Il cesse de paraître en mars 1947. Lavoquer poursuit sa carrière de journaliste à Troyes en 1948 dans un journal issu de la résistance : Libération Champagne. Il revient enseigner à Saint-Brieuc. Il décède à Saint-Cast-Le Guildo en mai 1981 où il est enterré.

## Distinctions
- Médaille de la Résistance française (15 octobre 1945)[25]